# Cla Biert
Cla Biert (Scuol, Grisones, 1920 - Coira, 1981) fue un escritor y narrador suizo en lengua retorrománica.
De familia pobre, estudió magisterio en Coira y ejerció de maestro hasta que una enfermedad le obligó a retirarse en 1975. Colaboró con las revistas Sain Pitschen y Novas Litteraras. Presidente de la Uniun da scriptuors rumantschs, ha recopilado canciones de Engadina y el Val Müstair.

## Obra
- Amuras (1928)
- Laina verda (1958)
- Fain Manü (1969)
- La müdada (1962)

- Datos: Q3905154